# West Fayu Atoll
West Fayu Atoll är en atoll i Mikronesiska federationen.   Den ligger i kommunen Satawal Municipality och delstaten Yap, i den västra delen av landet, 1 300 km väster om huvudstaden Palikir. West Fayu Atoll ligger 3 meter över havet.